# 尹材赫
尹材赫（： Yoon Jae-Hyuk，2001年7月23日—），韓国男歌手，隸屬於YG娛樂，為男子團體組合TREASURE成員。
曾收到YG、SM、JYP、Woollim 、Cube 、樂華、Pledis 七間公司的星探的名片，其中第一次拿到YG的名片時，還沒有想要成為偶像的想法，後來YG在開拍寶石盒的前幾個月又發出了邀請，那時下定決心想成為偶像，成為YG練習生，也是TREASURE裡唯一沒有參加過甄選的成員。
2018年11月參加選秀節目《YG寶石盒》，成為出道組成員，並於2020年8月7日以團體TREASURE正式出道。

## 經歷
2018年，進入YG成為練習生。
2018年11月，參加YG選秀節目《YG寶石盒》；2019年1月23日，成為出道組男團第6位公布的成員。
2020年8月7日，以團體TREASURE正式出道。
2023年6月16日，YG娛樂公布尹材赫成為小分隊「T5」的第四位成員；6月28日，發表首張單曲《MOVE》。